# سيدني ثورنتون
سيدني ثورنتون (بالإنجليزية: Sidney Thornton)‏ هو لاعب كرة قدم أمريكية أمريكي، ولد في 2 سبتمبر 1954 في نيو أورلينز في الولايات المتحدة.

## وصلات خارجية
- سيدني ثورنتون على موقع مرجع كرة القدم المحترفة.كوم (الإنجليزية)